# Nikola Gaćeša
Nikola Gaćeša (in serbo Никола Гаћеша?; Belgrado, 20 settembre 1987) è un cestista serbo.

## Palmarès
- Coppa di Slovacchia: 1

Prievidza: 2020